# Iōannīs Mpourousīs
Iōannīs Mpourousis (in greco Ιωάννης Μπουρούσης?; Karditsa, 17 novembre 1983) è un dirigente sportivo ed ex cestista greco.
Alto 215 cm, giocava come centro.

## Carriera
Ha cominciato la sua carriera di cestista professionista nel 2001 nell'AEK Atene dove rimarrà fino al 2006; nell'estate di quell'anno si trasferisce al Barcelona. Con i catalani disputa solamente 3 partite, poi fa ritorno in Grecia nell'Olympiakos; con la squadra ateniese vince la Coppa di Grecia nel 2010 e nel 2011.
Nel 2009 i San Antonio Spurs gli hanno offerto un contratto triennale da 12 milioni di dollari, ma Ioannis ha preferito prolungare il suo contratto con l'Olympiacos.
Nel luglio 2011 firma un accordo biennale con l'EA7 – Emporio Armani Milano.
Nella prima stagione a Milano si rivela molto incostante alternando partite assolutamente deludenti durante le quali viene spesso tenuto in panchina (come la semifinale di coppa Italia o le prime tre gare di finale scudetto) ad altre in cui è dominante (come gara-4 di finale). 
Viene confermato a Milano anche per l'anno successivo e, nonostante la squadra deluda le aspettative, il greco si rivela come uno dei migliori giocatori fino a quando ad aprile è costretto a fermarsi per un'infiammazione alla cartilagine del ginocchio.
Nel luglio 2013 firma un contratto biennale con il Real Madrid. Con la squadra spagnola vince la Supercoppa spagnola nel 2013, mentre nel 2014 vince Coppa del Re, scudetto ed Eurolega.
Nel settembre 2015 firma un contratto annuale con il Club Deportivo Baskonia ed al termine della stagione viene nominato MVP della Liga.
Nel luglio 2016 firma un contratto biennale con il Panathīnaïkos.

### Con la nazionale greca
Era membro della nazionale di pallacanestro giovanile greca che ha vinto il FIBA EuroBasket Under-20 nel 2002 in Russia e fu anche membro della nazionale della Grecia che vinse in Serbia nel 2005. È stato inoltre membro delle squadre nazionali greche che hanno concluso al 4º posto nel FIBA EuroBasket 2007 in Spagna, e al 5º posto alle Olimpiadi 2008 in Cina. Ha anche vinto la medaglia di bronzo al FIBA EuroBasket 2009 in Polonia.

## Statistiche

### Eurolega
| Anno       | Squadra        | PG  | PT  | MP   | TC%  | 3P%  | TL%  | RP  | AP  | PRP | SP  | PP   |
| ---------- | -------------- | --- | --- | ---- | ---- | ---- | ---- | --- | --- | --- | --- | ---- |
| 2002-2003  | AEK Atene      | 3   | 0   | 6,0  | 42,9 | 0,0  | 100  | 2,0 | 0,0 | 0,0 | 0,0 | 2,7  |
| 2003-2004  | AEK Atene      | 12  | 0   | 7,9  | 50,0 | -    | 42,9 | 2,2 | 0,2 | 0,3 | 0,3 | 1,8  |
| 2004-2005  | AEK Atene      | 18  | 0   | 11,0 | 51,0 | 16,7 | 50,0 | 3,7 | 0,3 | 0,4 | 0,4 | 3,4  |
| 2005-2006  | AEK Atene      | 11  | 8   | 23,3 | 43,8 | 33,3 | 83,3 | 7,2 | 0,3 | 0,5 | 0,5 | 8,5  |
| 2006-2007  | Olympiakos     | 19  | 13  | 16,1 | 67,8 | 40,9 | 72,7 | 5,7 | 0,8 | 1,1 | 0,7 | 8,6  |
| 2007-2008  | Olympiakos     | 21  | 10  | 19,4 | 50,0 | 43,2 | 76,9 | 5,2 | 0,5 | 0,5 | 1,2 | 5,8  |
| 2008-2009  | Olympiakos     | 22  | 7   | 21,3 | 59,1 | 25,9 | 62,5 | 7,4 | 0,7 | 0,7 | 0,5 | 12,5 |
| 2009-2010  | Olympiakos     | 17  | 2   | 16,4 | 53,1 | 47,1 | 76,5 | 4,8 | 0,7 | 0,9 | 0,6 | 8,8  |
| 2010-2011  | Olympiakos     | 18  | 11  | 17,5 | 53,0 | 36,7 | 67,8 | 6,6 | 0,7 | 0,6 | 1,3 | 10,7 |
| 2011-2012  | Olimpia Milano | 15  | 14  | 22,4 | 46,6 | 17,6 | 68,8 | 6,4 | 0,5 | 0,7 | 0,7 | 9,0  |
| 2012-2013  | Olimpia Milano | 9   | 8   | 24,1 | 57,3 | 38,5 | 74,5 | 8,3 | 1,1 | 0,7 | 0,7 | 14,0 |
| 2013-2014  | Real Madrid    | 29  | 29  | 21,0 | 52,4 | 35,3 | 81,7 | 5,9 | 0,9 | 0,4 | 0,8 | 8,3  |
| 2014-2015† | Real Madrid    | 28  | 10  | 11,8 | 50,5 | 20,0 | 72,7 | 3,3 | 0,9 | 0,5 | 0,4 | 5,0  |
| 2015-2016  | Saski Baskonia | 29  | 0   | 25,1 | 50,2 | 38,3 | 81,1 | 8,7 | 2,2 | 0,8 | 0,8 | 14,5 |
| 2016-2017  | Panathīnaïkos  | 33  | 7   | 18,2 | 39,9 | 29,1 | 78,8 | 4,8 | 1,0 | 0,5 | 0,5 | 7,8  |
| Carriera   | Carriera       | 284 | 119 | 18,2 | 51,3 | 34,5 | 74,4 | 5,6 | 0,9 | 0,6 | 0,7 | 8,5  |

## Palmarès

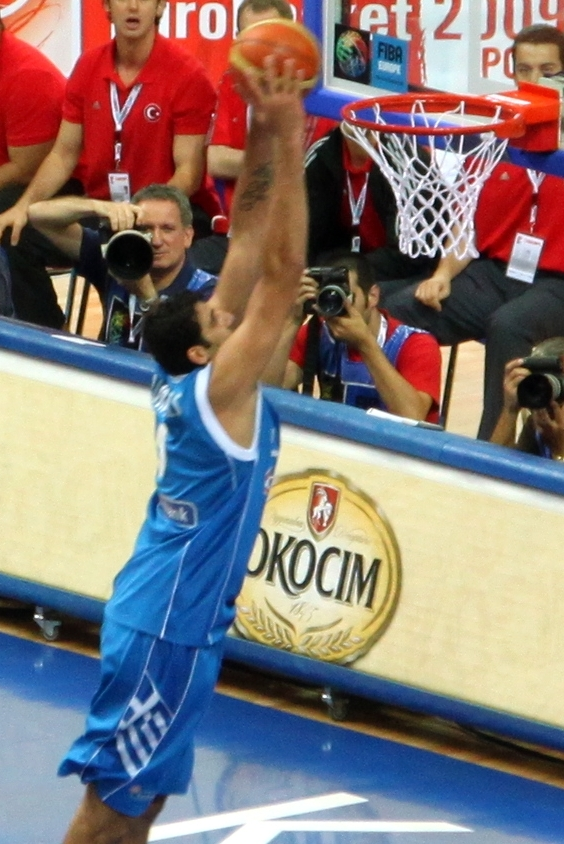
Bourousis ad Eurobasket 2009

### Squadra
- Campionato greco: 2

AEK Atene: 2001-02
Panathinaikos: 2016-17
- Campionato spagnolo: 1

Real Madrid: 2014-15
- Coppa di Grecia: 3

Olympiakos: 2009-10, 2010-11
Panathinaikos: 2016-17
- Copa del Rey: 2

Real Madrid: 2014, 2015
- Supercoppa spagnola: 2

Real Madrid: 2013, 2014
- Eurolega: 1

Real Madrid: 2014-15

### Individuale
- All-Euroleague First Team: 2

Olympiacos: 2008-09
Saski Baskonia: 2015-16
- Liga ACB MVP: 1

Saski Baskonia: 2015-16

### Nazionale
- Europei:

 Serbia e Montenegro 2005
 Polonia 2009